# Sons of All Pussys
Sons of All Pussys (S.O.A.P.) – japoński zespół rockowy założony w 2002 przez Kena i Sakurę.

## Skład zespołu
- Ken – wokal, gitara
- Ein – gitara basowa
- Sakura – perkusja

## Dyskografia

### EP
- Grace (6 lutego 2003)
- High (26 listopada 2003)
- Gimme a Guitar (26 kwietnia 2004)

### Single
- Paradise (7 lipca 2004)

### DVD
- Bubble Festival 2003 Haru (Bubble Festival 2003・春) (20 października 2003)
- Ichiban-Blow (20 października 2004)
- S.S.J.B.F. in Budōkan (S.S.J.B.F. in 武道館) (20 października 2004)